# Tâmpa, Hunedoara
Tâmpa (în maghiară Tompa) este un sat în comuna Băcia din județul Hunedoara, Transilvania, România.

## Imagini

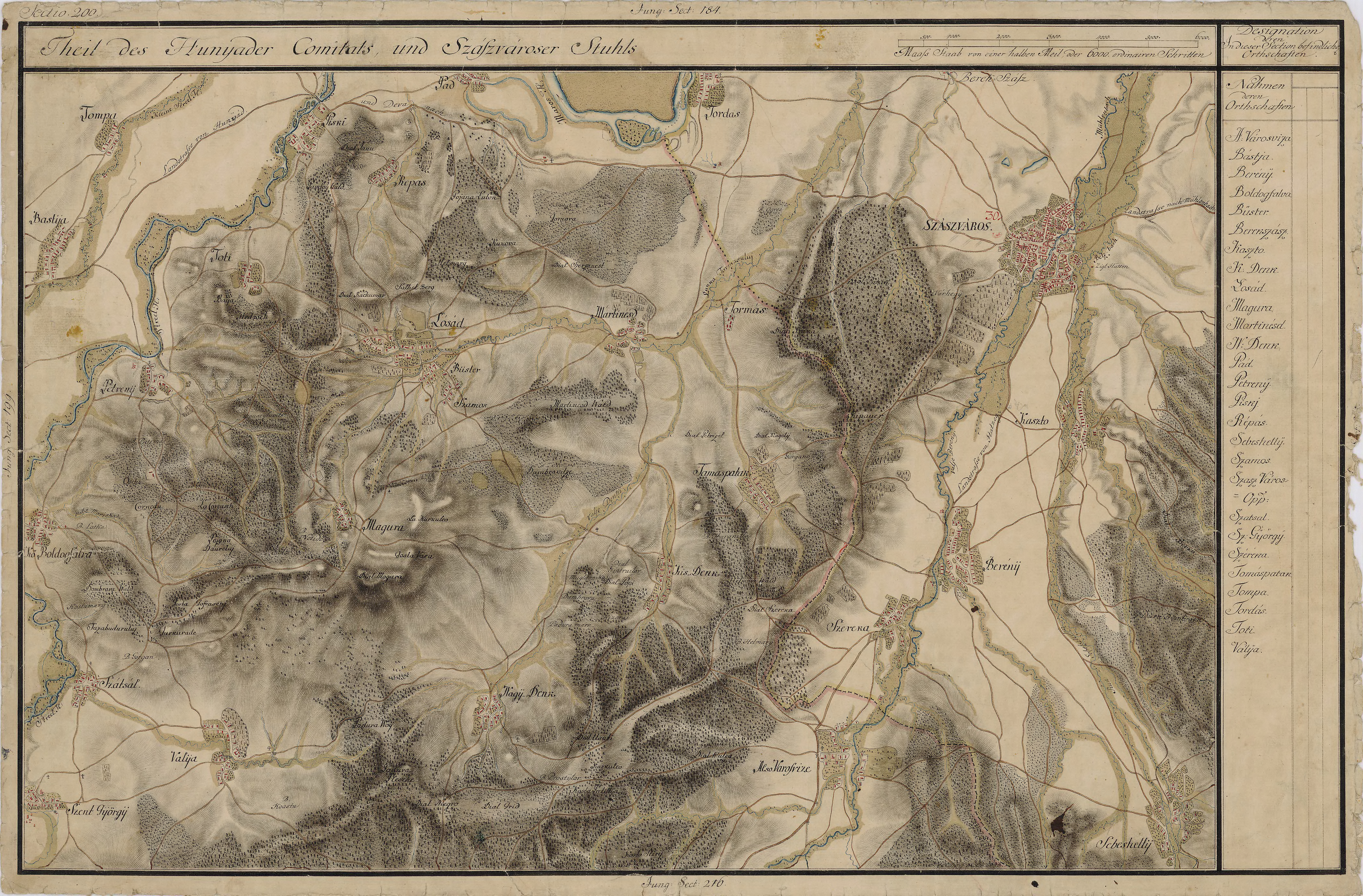
Tâmpa în Harta Iosefină a Transilvaniei, 1769-1773